# Flachstöckheim
Flachstöckheim è una frazione (Stadtteil) della città di Salzgitter, nel land della Bassa Sassonia, in Germania.

## Storia
Già comune autonomo nel circondario di Goslar, fu soppresso e incorporato a Watenstedt-Salzgitter il 1º aprile 1942.